# Городское Русское кладбище

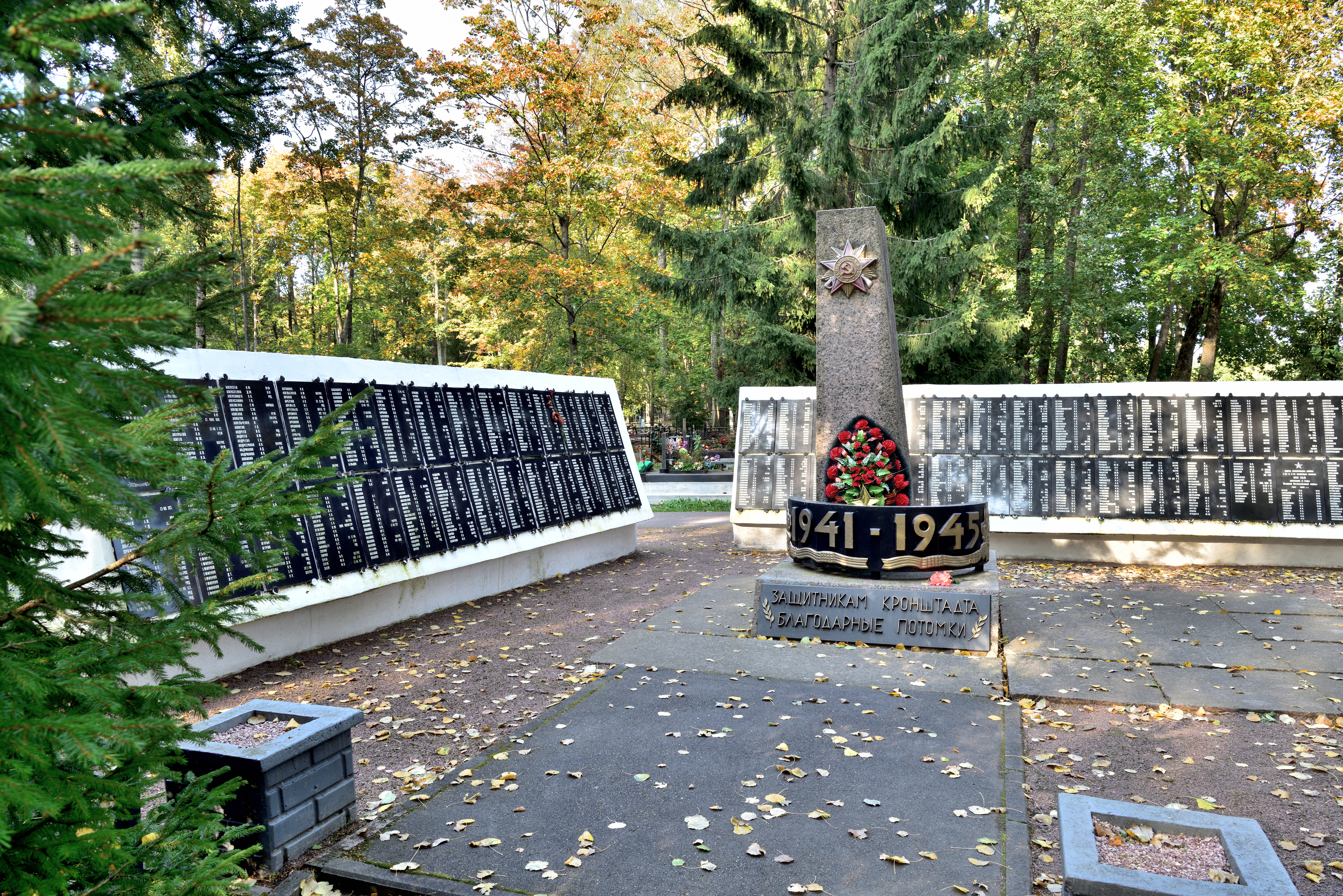
Братское воинское захоронение на Кронштадтском Русском кладбище

Городское Русское кладбище (Кронштадтское городское кладбище) — мемориальное кладбище в Кронштадте, одно из кладбищ Санкт-Петербурга, открыто в XVIII веке, находится в западной части Кронштадтской дороги. Некрополь закрытого типа.
Адрес: Санкт-Петербург, Кронштадт, Кронштадтское шоссе, д. 31
Как проехать: автобусами 2Л (из Ломоносова), 101 (от метро «Старая Деревня» или «Беговая»), 175 (из Ораниенбаума), 215 (из Сестрорецка), К-405 (от метро «Чёрная речка» или «Беговая») К-407 (от метро «Проспект Просвещения») до остановки «Кронштадтское шоссе, 38», затем автобусом 2Кр до остановки «Кладбище».

## История
Кладбище основано в начале XVIII века, практически одновременно с основанием Кронштадта. Первоначально занимавшее небольшой участок на окраине города, постепенно оно разрослось до площади более 40 гектаров. Кроме действовавшего отдельно немецкого Кронштадтского лютеранского кладбища, все остальные конфессии имели собственные участки для захоронений вблизи Русского кладбища — действовали эстонское и финское лютеранские, католическое, иудейское, магометанское кладбища.
В 1862-1865 годах по проекту архитекторов Ц. А. Кавоса и Г. И. Карпова на кладбище было построено деревянное здание Церкви Троицы живоначальной. В 1901 при этой церкви была открыта  Кирилло-Мефодиевская приходская школа в специально отведённом здании. После Октябрьской революции церковь стала приходской, 22 февраля 1931 года церковь закрыли, а весной 1932 года здание снесли.
В конце XIX века над могилой Феодоры Власьевны Сергиевой, матери святого праведного Иоанна Кронштадтского, была построена часовня старицы Феодоры ( Объект культурного наследия № 7830006000).
В 1902—1905 годах на могиле блаженной Параскевы Ковригиной, подвижницы и духовной матери святого праведного Иоанна Кронштадтского была построена и освящена часовня-усыпальница старицы Параскевы. В XX веке часовня долгие годы стояла неухоженной и разрушалась, пока в 2002 году не рухнула полностью. В 2005 году была начата её реставрация, и 5 мая 2007 года часовня была открыта для посещения ( Объект культурного наследия № 7830007000).
Захоронения старше 1910 года не сохранились, о чём на воротах кладбища установлена мемориальная доска. В том числе утрачены находившиеся на кладбище могилы адмирала П. М. Рожнова, вице-адмирала А. П. Лазарева, вице-адмирала А. А. Дурасова, вице-адмирала М. П. Коробки и многих других.
По состоянию на 1913 год «Некоторые памятники, при отсутствии заботы о них, приходят в ветхость и преждевременно разрушаются. Самый старый памятник за алтарем церкви, — первому протоиерею кронштадтского Андреевского собора Уберскому, погребенному в 1796 году».

## Современное состояние
Свободные участки под новые захоронения не предоставляются, разрешены родственные подзахоронения, проводятся государственные похороны. На кладбище имеется участок для мусульманских захоронений, действует колумбарий, имеется зал для гражданских панихид.

## Захоронения

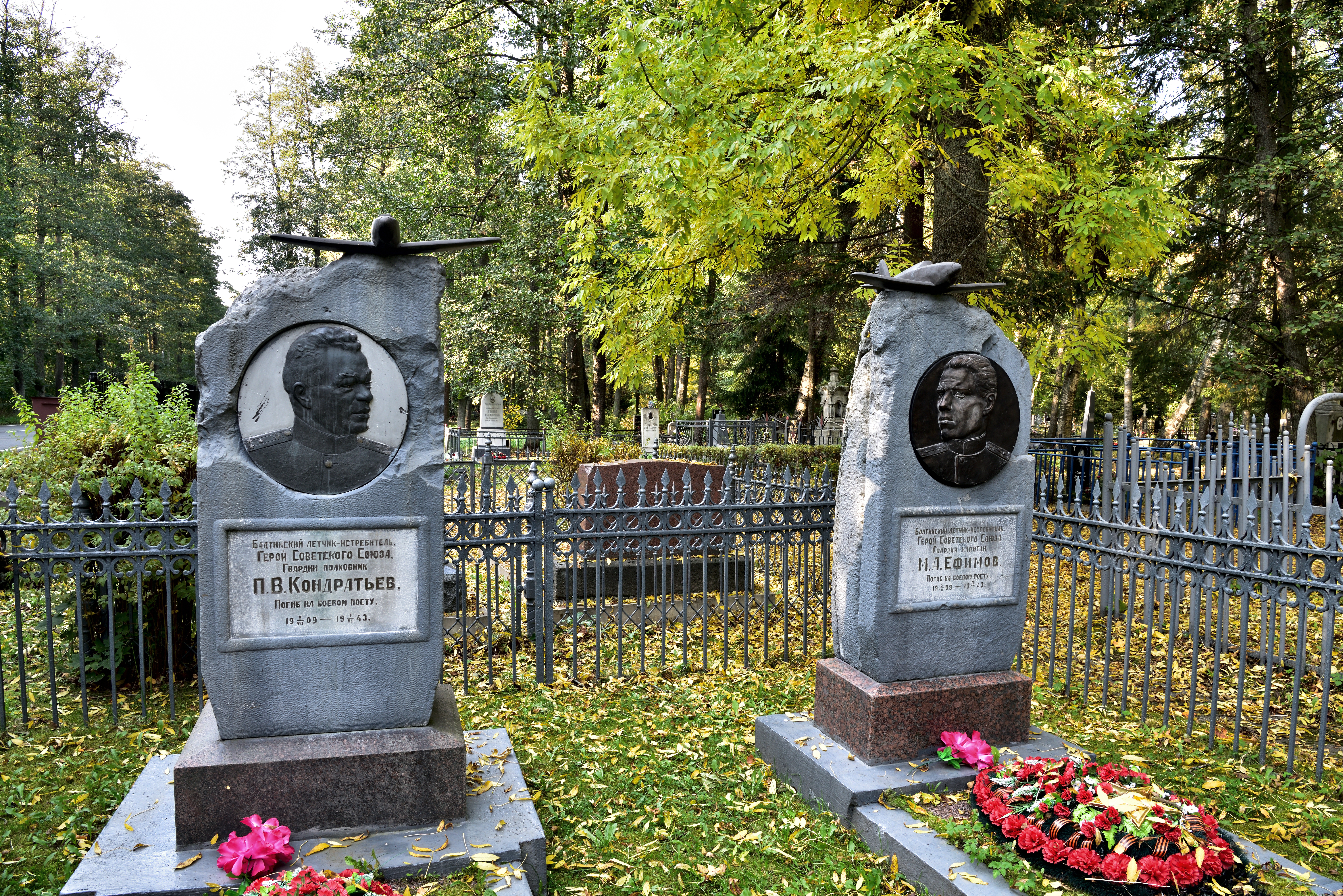
Могилы П. В. Кондратьева и М. А. Ефимова

На кладбище были похоронены немало генералов и адмиралов, находятся братские могилы русских и советских моряков, похоронены шесть Героев Советского Союза. Многие захоронения являются памятниками истории регионального и федерального значения.
В западной части кладбища расположена Большая братская могила жителей Кронштадта и матросов, погибших в Великой Отечественной войны ( Объект культурного наследия № 7800584000) — мемориал «Кронштадтский», входящий в Зелёный пояс Славы. 
У входа на кладбище расположены 
- братская могила артиллеристов, погибших во время взрыва на батарее «Константин» 30 ноября 1898 года, ( Объект культурного наследия № 7810752000№ 7810752000)
- могилы полковника Н. А. Александрова и капитана А. А. Врочинского, убитых 1 августа (19 июля) 1906 года во время Кронштадтского восстания, ( Объект культурного наследия № 7810753000№ 7810753000)
- могила вице-адмирала Г. Л. Неволина,
- крест в память всех, погребённых на этом кладбище.

Воинская площадка
Расположена в южной части кладбища, имеет отдельный вход с Кронштадтского шоссе.
На одиночных и групповых захоронениях этой площадки перечислено 1173 имени, здесь же находятся 46 могил с надписью «неизвестный». В базе данных ОБД «Мемориал» площадке соответствует запись № 261260838, в которой перечислены 1868 человек, захороненных здесь, из них известны 1775 имён, неизвестны 93.
На площадке находятся:
- братское воинское захоронение и могилы воинов Советской Армии, погибших в годы Великой Отечественной войны — «малая братская могила», ( Объект культурного наследия № 7800585000№ 7800585000)
- братская могила моряков-катерников, погибших в годы Великой Отечественной войны,

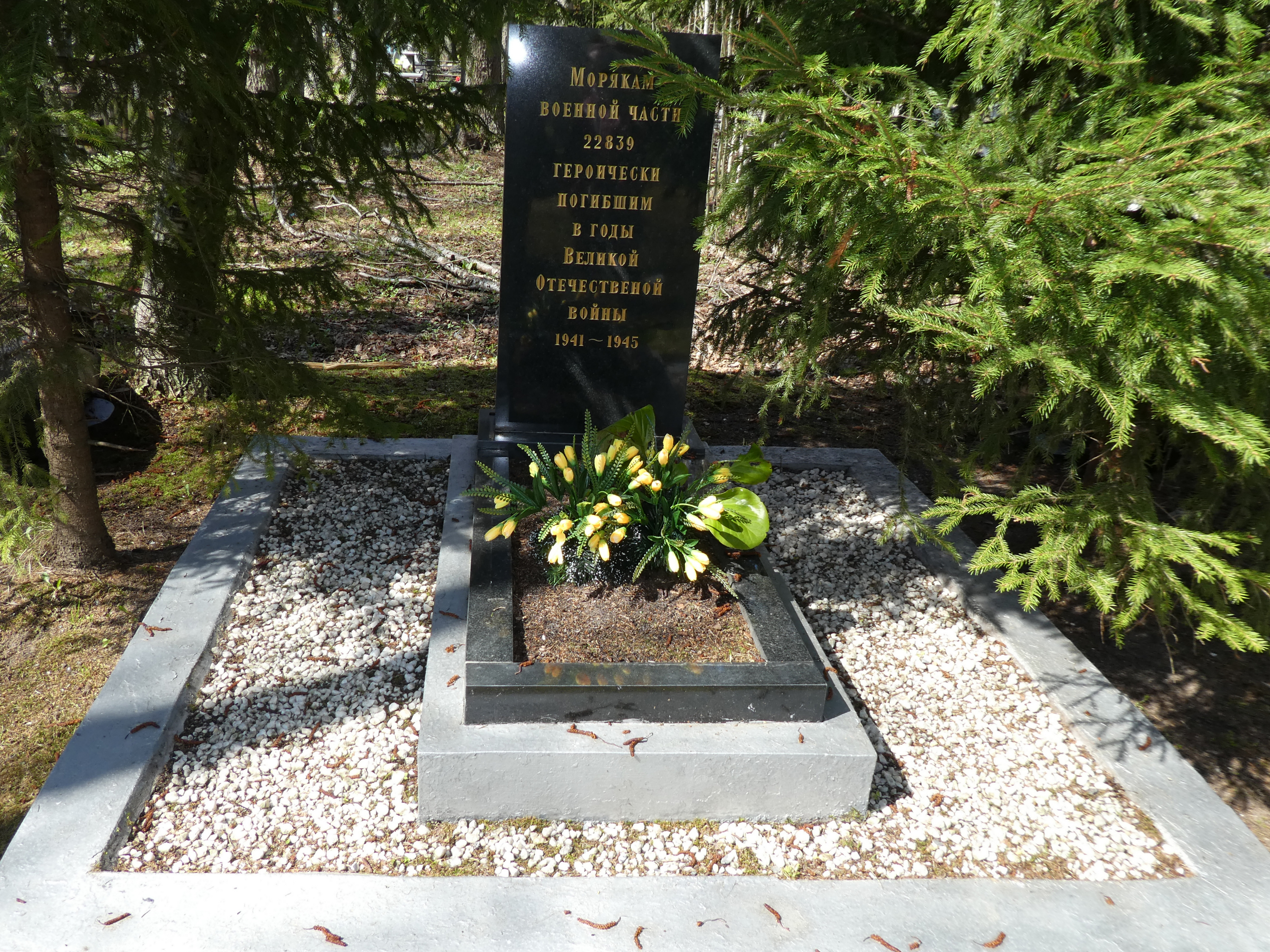
Братская могила воинов в/ч 22839

- братская могила членов экипажа ледокола «Тазуя», погибших 2 декабря 1941 года[7], ( Объект культурного наследия № 7800587000№ 7800587000)
- могила Героя Советского Союза лётчика-бомбардировщика капитана Г. С. Пинчука, ( Объект культурного наследия № 7800599000№ 7800599000)
- две братские могилы авиаторов ВВС Балтийского флота, погибших в Великой Отечественной войне, ( Объект культурного наследия № 7832253000№ 7832253000)
- братская могила членов экипажа эсминца «Стерегущий», погибших 21 сентября 1941 года, ( Объект культурного наследия № 7800589000№ 7800589000)
- братская могила членов экипажа канонерской лодки «Красное Знамя», погибших 16 ноября 1942 года, ( Объект культурного наследия № 7800592000№ 7800592000)
- братская могила лётчика В. А. Еремеева и штурмана А. Н. Коршуна,
- могилы Героев Советского Союза лётчиков-истребителей гвардии полковника П. В. Кондратьева  ( Объект культурного наследия № 7800597000№ 7800597000) и гвардии капитана М. А. Ефимова  ( Объект культурного наследия № 7800594000№ 7800594000) (похоронены рядом)[8],
- братская могила членов экипажа буксира КП-5, погибших 3 января 1940 года в ходе Советско-Финской войны[9], ( Объект культурного наследия № 7800586000№ 7800586000)
- могила Героя Советского Союза артиллериста майора П. И. Крылова, ( Объект культурного наследия № 7800598000№ 7800598000)
- могила Героя Советского Союза моряка-катерника гвардии капитана 3-го ранга И. С. Иванова ( Объект культурного наследия № 7800596000№ 7800596000).

В непосредственной близости от площадки находятся братская могила подводников из экипажа подводной лодки «Рабочий» (Б-9), погибших 22 мая 1931 года, и объединённая братская могила троих подводников с «М-259», горевшей 12 августа 1956 года и 35 человек из экипажа «М-256», горевшей 26 сентября 1957 года. К северу от воинской площадки находится могила Героя Советского Союза моряка-катерника капитана 3-го ранга В. М. Жильцова ( Объект культурного наследия № 7800595000).
Дополнительная воинская площадка
Расположена в самой восточной части кладбища. Запись ОБД «Мемориал» № 261260700 гласит, что на дополнительной воинской площадке похоронены 162 человека, имена 129 из них известны, 33 имени неизвестны.
На площадке расположены:
- братская могила подводников, погибших на подводной лодке «Большевик» (Б-3), которую 25 июля 1935 года во время учений протаранил линкор «Марат»,
- братская могила советских воинов, погибших в военно-морском госпитале при налете авиации на Кронштадт 21 сентября 1941 года ( Объект культурного наследия № 7830005000№ 7830005000),
- братская могила моряков со сторожевого корабля «Туча», погибших 23 сентября 1941 года во время артобстрела г. Кронштадт,
- братская могила рабочих морского завода, погибших на боевом посту 28 сентября 1943 года,
- братская могила членов экипажа катера МО-207 старшего лейтенанта Каплунова Н.И., старшины 2-й статьи Ивченко А.Н. и краснофлотца Дворянкина Г.И., погибших в неравном бою в ночь на 23 мая 1943 года ( Объект культурного наследия № 7800593000№ 7800593000).

Отдельно расположенные памятники
- братская могила членов экипажа линкора «Марат», погибших в период Великой Отечественной войны ( Объект культурного наследия № 7800588000№ 7800588000) находится к западу от дополнительной воинской площадки,
- братская могила воинов в/ч 22839, вокруг могилы установлены четыре паравана[12],
- братская могила воинов в/ч 22894, погибших от вражеского снаряда 24 февраля 1943 года[13],
- братская могила моряков со сторожевого корабля «Гангутец»,
- два памятника — морякам и офицерам охраны водного района, погибшим на острове Лавенсаари 19 мая 1945 года,
- могила радиотехника П. Н. Рыбкина, соратника А. С. Попова, ( Объект культурного наследия № 7800600000№ 7800600000)

и многие другие.